# Shalom

Shalom em hebraico

Shalom (em hebraico:  שָׁלוֹם šālōm; também escrito como sholom, sholem, sholoim, shulem) é uma palavra hebraica que significa paz, harmonia, integridade, prosperidade, bem-estar e tranquilidade, podendo ser usada idiomaticamente para significar olá e adeus.
Pode referir-se também à paz entre duas entidades (especialmente entre uma pessoa e Deus ou entre dois países), ou ao bem-estar e segurança de um indivíduo ou um grupo deles. A palavra shalom também é encontrada em muitas outras expressões e nomes. Seu cognato equivalente em árabe é salaam, sliem em maltês, Shlama em siríaco-assírio e sälam em línguas semíticas etíopes da raiz protossemítica Š-L-M.

## Princípio religioso judaico
No judaísmo, Shalom (paz) é um dos princípios fundamentais da Torá: "Seus caminhos são caminhos agradáveis e todos os seus caminhos são shalom (paz)"." O Talmude explica: "Toda a Torá é para o bem dos caminhos de shalom". Maimônides comenta em sua Mishné Torá: "Grande é a paz, pois toda a Torá foi dada para promover a paz no mundo, como está declarado, 'Seus caminhos são caminhos agradáveis e todos os seus caminhos são paz'".
No livro Not the Way It's Supposed to Be: A Breviary of Sin, o autor cristão Cornelius Plantinga descreveu o conceito bíblico de shalom:
A união de Deus, humanos e toda a criação em justiça, realização e deleite é o que os profetas hebreus chamam de shalom. Chamamos isso de paz, mas significa muito mais do que mera paz de espírito ou um cessar-fogo entre inimigos. Na Bíblia, shalom significa florescimento universal, plenitude e deleite – um rico estado de coisas em que as necessidades naturais são satisfeitas e os dons naturais são empregados de forma frutífera, um estado de coisas que inspira alegria quando seu Criador e Salvador abre portas e acolhe as criaturas em quem ele deleita. Shalom, em outras palavras, é como as coisas deveriam ser.

## Uso como nome

### Nome para Deus
Segundo o Talmude, "o nome de Deus é 'Paz'", portanto, não é permitido cumprimentar o outro com a palavra 'shalom' em lugares como um banheiro.
As referências bíblicas levam alguns cristãos a ensinar que "Shalom" é um dos nomes sagrados de Deus.